# القمعة (بني حشيش)

تعديل مصدري - تعديل

القمعة هي إحدى قرى عزلة عضران بمديرية بني حشيش التابعة لمحافظة صنعاء، بلغ تعداد سكانها 517 نسمة حسب تعداد اليمن لعام 2004.